# Felsőszalatnok
Felsőszalatnok (horvátul: Gornji Slatinik) falu Horvátországban, Bród-Szávamente megyében. Közigazgatásilag Podcrkavljéhoz tartozik.

## Fekvése
Bródtól légvonalban 12, közúton 16 km-re északra, községközpontjától légvonalban 5, közúton 6 km-re északnyugatra, Szlavónia középső részén, a Dilj-hegység területén, a Bródról Nekcsére menő főút keleti oldalán fekszik.

## Története
Szalatnok első írásos említése 1250-ben történt a Borics nembeli István birtokaként. Később kárpótlásul asszonya megsebesítése és hat szolgájának meggyilkolása miatt a birtokot át kellett adnia az ugyancsak Borics nembeli Sándornak. Ezután egy bizonyos Kristóf nevű nemes vásárolta meg. Valószínűleg birtokmegosztás folytán már a török hódítás előtt két településre, Alsó- és Felsőszalatnokra osztották fel. 1422-ben a két részt „Felsewzalathnok”, illetve „Alsozalathnok” néven említik. Részben köznemeseké volt, részben Tomica mezővárosához tartozott. 1545-ben a török defterben Szalatnokot a Vrhovaci náhije részeként említik. A török uralom idején pravoszláv vlachokat telepítettek ide. Az 1698-as kamarai összeírásban nem találjuk, valószínűleg puszta volt. A katonai közigazgatás megszervezése után a bródi határőrezredhez tartozott. 1730-ban és 1746-ban a vizitáció jelentése szerint Szalatnok újra egységes település. 1730-ban 15, 1746-ben 29 katolikus ház állt itt. Már 1734-ben említik a régi templom alapjain épített Szent Katalin fakápolnát. Az 1758-as vizitációs jelentésben Szalatnok már ismét két település. 1760-ban Felsőszalatnok 12 házában 23 család és 141 katolikus lakos élt.
Az első katonai felmérés térképén „Ober Slatnik” néven található. Lipszky János 1808-ban Budán kiadott repertóriumában „Szlatinik (Gornyi)” néven szerepel. Nagy Lajos 1829-ben kiadott művében „Szlatinik (Gorni)” néven 120 házzal, 519 katolikus és 110 ortodox vallású lakossal találjuk. A katonai közigazgatás megszüntetése után 1871-ben Pozsega vármegyéhez csatolták.
A településnek 1857-ben 104, 1910-ben 224 lakosa volt. Pozsega vármegye Bródi járásának része volt. Az 1910-es népszámlálás adatai szerint lakosságának 98%-a horvát anyanyelvű volt. Az első világháború után 1918-ban az új szerb-horvát-szlovén állam, majd később (1929-ben) Jugoszlávia része lett. 1991-től a független Horvátországhoz tartozik. 1991-ben teljes lakossága horvát nemzetiségű volt. 2011-ben a településnek 90 lakosa volt.

## Lakossága
| Lakosság változása | Lakosság változása | Lakosság változása | Lakosság változása | Lakosság változása | Lakosság változása | Lakosság változása | Lakosság változása | Lakosság változása | Lakosság változása | Lakosság változása | Lakosság változása | Lakosság változása | Lakosság változása | Lakosság változása | Lakosság változása |
| ------------------ | ------------------ | ------------------ | ------------------ | ------------------ | ------------------ | ------------------ | ------------------ | ------------------ | ------------------ | ------------------ | ------------------ | ------------------ | ------------------ | ------------------ | ------------------ |
| 1857               | 1869               | 1880               | 1890               | 1900               | 1910               | 1921               | 1931               | 1948               | 1953               | 1961               | 1971               | 1981               | 1991               | 2001               | 2011               |
| 104                | 0                  | 0                  | 138                | 177                | 224                | 204                | 236                | 222                | 217                | 210                | 169                | 118                | 93                 | 94                 | 90                 |

## Nevezetességei
Alexandriai Szent Katalin tiszteletére szentelt római katolikus templomát a régi templom helyén 1871-ban építették.